# Ion Saizu
Ion Saizu (n. 11 ianuarie 1931, Iași, România – d. 18 august 2005) a fost un istoric, cercetător științific la Institutul de istorie și arheologie „A.D. Xenopol” din Iași (1958-1992), membru fondator al Centrului de Istorie și Civilizație Europeană, filiala Iași (1992-1995) și vicepreședinte al Ligii „Mareșal Ion Antonescu” (1990-2003).

## Biografie și studii
Ion Saizu s-a născut la data de 11 ianuarie 1931 în Iași și a decedat la 18 august 2005. A urmat studiile primare, secundare și universitare în orașul natal. Între anii 1953-1957 a studiat Istoria la Facultatea de Filologie-Istorie, Universitatea „Alexandru I. Cuza” din Iași, iar în anul 1972 a devenit doctor în istorie.

## Viața și activitatea
Între anii 1958-1992 a fost membru la Institutul de Istorie și Arheologie „A.D. Xenopol” în cadrul căruia a săvârșit o valoroasă muncă de cercetător științific. Din anul 1990 a devenit vice-președinte al Ligii „Mareșalul Ion Antonescu”, iar începând cu anul 1992 a condus secția de Istorie Contemporană a Centrului de Istorie și Civilizație Europeană, fiind și unul dinte membrii fondatori ai centrului. În cercetare, Ion Saizu s-a ocupat de studierea vieții sociale, economice și politice a României interbelice. A coordonat numeroase studii care priveau activitatea antifascistă a anilor 1933-1940 și mișcarea de rezistență antifascistă din Moldova. A fost preocupat de fenomenele de modernizare a societății românești și s-a interesat în mod special de viața a două mari personalități: Mihai Eminescu și Ion Ionescu de la Brad. 

## Opere
A publicat numeroase cărți și capitole de cărți la diverse edituri naționale.

### Cărți
- Ion Saizu, C.Th. Botez, Dem. Urmă, Epopeea feroviară românească, București, 1971.
- Ion Saizu, M. Rusenescu, Viața politică în România 1992-1928, București, 1979.
- Ion Saizu, Politica economică a României între anii 1922 și 1928, București, 1981.
- Ion Saizu, Modernizarea României contemporane(Perioada interbelică). Pas și impas, Editura Academiei Române, București, 1991.

## Premii
- Premiul Academiei Române în 1981 și 1997.